# アメリカ山系
アメリカ山系（アメリカさんけい、英語：American Cordillera）とは、北アメリカ、南アメリカ、西南極においてそれぞれ西部の「背骨」を形成する複数の山脈がほとんど連続して繋がっている山系である。環太平洋火山帯の東半分を構成する火山弧の山脈でもある。コルディレラ山系、またはコルディエラ山系とも。

## 概要
この並行し重なり合うアメリカ山系を北方から順に見ていくと、まずアラスカ州のアラスカ山脈とブルックス山脈から始まり、カナダのユーコン準州を抜けてブリティッシュコロンビア州へと至る。続くロッキー山脈のメインベルトは並行するコロンビア山脈や太平洋海岸山脈などの山々とともにブリティッシュコロンビア州とバンクーバー島を通過していく。アメリカ合衆国に入ると、山系の支脈はロッキー山脈やシエラネバダ山脈、カスケード山脈、さらに様々で小さい太平洋岸山系の一部も含む。メキシコでは、バハ・カリフォルニア半島の山脈と並行しながら西シエラ・マドレ山脈や東シエラ・マドレ山脈として続く。
メキシコより北の山系はまとめて北アメリカ山系と呼ばれている。山系の別の表現として、アメリカやメキシコにおいては「北アメリカの西側の山系」、カナダにおいては「カナダ山系」または「太平洋山系」といった呼称がある。
山系はその後、グアテマラ、ホンジュラス、ニカラグア、コスタリカ、そしてパナマの順に中央アメリカにあたる地域を抜けていき、南アメリカのアンデス山脈となる。アンデス山脈とそれに並行する山々、そしてチリ沖の列島は、コロンビア、ベネズエラ、エクアドル、ペルー、ボリビア、アルゼンチンを通過し、チリにある南アメリカ最南端の地ティエラ・デル・フエゴへと至る。最後はスコシア海のスコシア弧を経て、南極半島の山脈へ到達し終わる。